# 井字旗
井字旗是廖仲恺于1906年由提出的中華民國國旗草案:8-9，而且还曾作为中華民國元帅旗和中国致公党党旗。
井字旗，乃取“井田”之意。井田制原为中国古代殷商的田制。因其土地区划形同“井”字，故名。1911年惠州起义时，陳炯明在惠州舉兵時曾採用井字旗，會師廣州後，未再使用。“嗣会师广州，始弃置不用”。

## 中华民国国旗草案
光绪三十二年冬（1906年），中國同盟會討論國旗形式的各种草案。廖仲恺设计井字旗，以表示平均地权之意，但被孙否定。结果其意见未被采纳。:8-9
1905年8月20日，中国同盟会在日本东京成立。1906年冬，同盟会本部召集干事会编纂《革命方略》，革命党人讨论国旗样式提出各种方案。孙中山主张沿用陆皓东设计的青天白日旗。黄兴认为与日本旭日旗近似，故提出反对。孙中山又提议增加红色，改为青天白日满地红旗。寓意是青天代表自由，白日代表平等，红地代表博爱，但未获得广泛支持。有人提议国旗为五色旗，旗面红、黄、蓝、白、黑五色表示汉、满、蒙、回、藏五族共和；有人提议用铁血十八星旗，代表汉地十八省；有人提议用金瓜钺斧旗，以发扬汉族精神；有人提议用井字旗，意思为“耕者有其田”。最后因意见分歧，搁置成为悬案。
| 方案一 |
| 方案一 |

| 方案二 |
| 方案二 |

| 方案三 |
| 方案三 |

| 方案四 |
| 方案四 |

| 方案五 |
| 方案五 |

## 中华民国元帅旗
中华民国北洋政府的元帅旗设计采用了井字旗，方蓝井白满地红旗为元帅旗，方白井蓝满地红旗为副元帅旗。
| 中华民国元帅旗（1912年－1928年）  |
| 中华民国元帅旗 （1912年－1928年） |

| 中华民国副元帅旗（1912年－1928年）  |
| 中华民国副元帅旗 （1912年－1928年） |

## 中国致公党党旗
早期的中国致公党党旗源于井字旗的设计，在井字旗的基础上做了略微修改。
《工商日报》在描述陈炯明治丧处的灵堂布置时有一段这样的介绍：“灵头竖着‘红黄蓝白黑’的旧式国旗，因为陈氏生平是拥护五色旗的。在五色旗的两旁，伴以致公党的党旗，这张旗向来在社会是鲜见的，……这旗是‘红黄蓝’三色的，旗尾的上端，有蓝线画成而黄色底的正方形，正方形内标着一个‘井’字。据他们（指治丧处同仁）的解释，这是‘耕者有其田’之意，正方形外，完全是红色的。”据陈炯明的亲信陈演生说，该旗在惠州起义时用过，后来中国致公党推举陈炯明为领袖时决定采用该旗为党旗。
| 中国致公党党旗 (1925年10月 - 1950年4月) |
| 中国致公党党旗 (1925年10月 - 1950年4月) |

## 弃用
1950年4月，中国致公党在广州举行第四次代表大会，会议通过政治报告，修改党章，宣布以人民政协的《共同纲领》为党的纲领。至此，井字旗正式遭到废弃，不再使用。

## 带有致公党党旗的历史照片

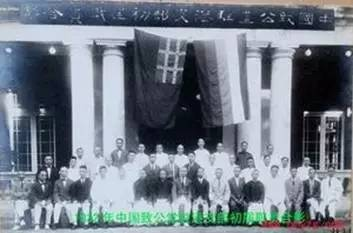
中国致公党香港支部初届职员会议职员集体照

1932年中国致公党香港支部初届职员会议职员的集体照，在合影人员上端并排悬挂着两面旗帜，旗帜下垂，右面一幅是五色旗，是1912年中华民国成立时确定的国旗，左面一幅是井字旗，井字图像总体上清晰可辨。这就是文字记载中的致公党党旗，它一直延续到中华人民共和国成立。

## 实物在日本福冈被发现

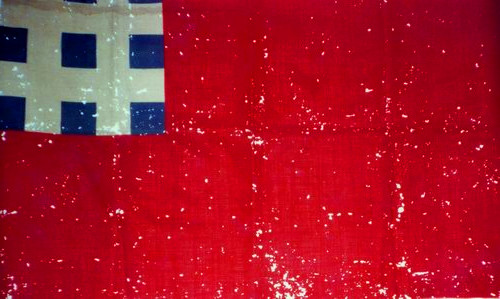
日本福冈的末永贤次所收藏的“井字旗”

作为致公党党旗的“井字旗”原物，早已不知去向。可以作为参照物的井字旗实物为居住在日本福冈的末永贤次所收藏。
末永贤次的父亲末永节是日本玄洋社的浪人，后经宫崎寅藏介绍与孙中山相识。于是末永节便支持和参加孙中山领导的革命活动。关于末永节是否参加过辛亥革命惠州起义不得而知，但据末永贤次说，他确定该面“井字旗”是一位老同盟会会员赠送给他父亲而流传保存下来。据日本神户华侨历史博物馆馆长陈德仁介绍，此旗长147厘米，宽50厘米，红色底，右上角有一蓝色小块，上面有白色“井”字。